# Corasoides mouldsi
Espèce
Corasoides mouldsi est une espèce d'araignées aranéomorphes de la famille des Desidae.

## Distribution
Cette espèce est endémique du Queensland en Australie. Elle se rencontre sur le plateau Windsor et dans la vallée Roaring Meg.

## Description
La carapace du mâle holotype mesure 5,9 mm de long sur 4,2 mm et l'abdomen 4,7 mm de long sur 3,1 mm et la carapace de la femelle paratype mesure 7,3 mm de long sur 4,6 mm et l'abdomen 10,6 mm de long sur 6,5 mm.

## Étymologie
Cette espèce est nommée en l'honneur de Max Moulds.

## Publication originale
- Humphrey, 2017 : A revision and cladistic analysis of the genus Corasoides Butler (Araneae: Desidae) with descriptions of nine new species. Records of the Australian Museum, vol. 69, no 1, p. 15-64 (texte intégral).